# Lac Sougoïak
Le Lac Sougoïak (en russe : озеро cугояк, ozero sougoïak) est un lac de Russie, situé au sud-est de l'Oural, dans le raïon Krasnoarmeïski de l'oblast de Tcheliabinsk.

## Géographie
Le Lac Sougoïak se situe dans le nord-est de l'oblast de Tcheliabinsk, à 30 km au nord est de sa capitale. Le lac a une forme allongée; 5 km du nord au sud, et 3 km d'est en ouest.
Au bord du lac, il y a plusieurs bases de loisir, ainsi que des villages: au sud-ouest: Lazourni, à l'ouest: Slava, au nord-ouest: Novy, au nord-est: Pachnino I et Pachnino II, au sud-est: Kharino.

## Hydrologie
D'une superficie de 13,9 km2. La profondeur est moyenne et se stabilise autour de 4 m, pour un maximum de 7 m. La clarté de l'eau permet de voir a un mètre et demi sous la surface. Le fond est composé de sable et de limon.

## Écosystème

### Faune
Les pêcheurs ont sorti des eaux du Sougoïak divers poissons : (ru) Чебак|Чебак, perches, carpes, brochets, grémilles, brèmes, corégones, et (ru) рипус.

### Flore
Les berges sont colonisées par des joncs et des roseaux.